# Jacksonville Jaguars 2002
La stagione 2002 dei Jacksonville Jaguars è stata la 8ª della franchigia nella National Football League, l'ultima con come capo-allenatore Tom Coughlin, l'unico che la squadra avesse mai avuto.

## Scelte nel Draft 2002
Pro Bowler
| Giro | Scelta | Totale | Nome            | Ruolo            | College                |
| ---- | ------ | ------ | --------------- | ---------------- | ---------------------- |
| 1    | 9      | 9      | John Henderson  | Defensive tackle | Tennessee              |
| 2    | 8      | 40     | Mike Pearson    | Offensive tackle | Florida                |
| 3    | 24     | 89     | Akin Ayodele    | Linebacker       | Purdue                 |
| 4    | 10     | 108    | David Garrard   | Quarterback      | East Carolina          |
| 4    | 20     | 118    | Chris Luzar     | Tight end        | Virginia               |
| 6    | 8      | 180    | Clenton Ballard | Defensive tackle | Southwest Texas State  |
| 7    | 11     | 222    | Kendall Newson  | Wide receiver    | Middle Tennessee State |
| 7    | 36     | 247    | Steve Smith     | Defensive back   | Oregon                 |
| 7    | 37     | 248    | Hayden Epstein  | Kicker           | Michigan               |

## Calendario

### Stagione regolare
| Stagione regolare |                    |                       |                    |                    |                    |                    |                    |
| Turno             | Data               | Avversario            | Risultato          | Risultato          | Stadio             | Pubblico           |                    |
| Turno             | Data               | Avversario            | Punteggio          | Record             | Stadio             | Pubblico           |                    |
| 1                 | 8/9/2002           | Indianapolis Colts    | S 28–25            | 0–1                | Alltel Stadium     | 56,595             |                    |
| 2                 | 15/9/2002          | at Kansas City Chiefs | V 23–16            | 1–1                | Arrowhead Stadium  | 77,934             |                    |
| 3                 | Settimana di pausa | Settimana di pausa    | Settimana di pausa | Settimana di pausa | Settimana di pausa | Settimana di pausa | Settimana di pausa |
| 4                 | 29/9/2002          | New York Jets         | V 28–3             | 2–1                | Alltel Stadium     | 55,670             |                    |
| 5                 | 6/10/2002          | Philadelphia Eagles   | V 28–25            | 3–1                | Alltel Stadium     | 65,005             |                    |
| 6                 | 13/10/2002         | at Tennessee Titans   | S 23–14            | 3–2                | The Coliseum       | 68,804             |                    |
| 7                 | 20/10/2002         | at Baltimore Ravens   | S 17–10            | 3–3                | Ravens Stadium     | 69,173             |                    |
| 8                 | 27/10/2002         | Houston Texans        | S 21–19            | 3–4                | Alltel Stadium     | 53,721             |                    |
| 9                 | 3/11/2002          | at New York Giants    | S 24–17            | 3–5                | Giants Stadium     | 78,337             |                    |
| 10                | 10/11/2002         | Washington Redskins   | V 26–7             | 4–5                | Alltel Stadium     | 66,665             |                    |
| 11                | 17/11/2002         | at Houston Texans     | V 24–21            | 5–5                | Reliant Stadium    | 69,711             |                    |
| 12                | 24/11/2002         | at Dallas Cowboys     | S 21–19            | 5–6                | Texas Stadium      | 62,204             |                    |
| 13                | 1/12/2002          | Pittsburgh Steelers   | S 25–23            | 5–7                | Alltel Stadium     | 55,260             |                    |
| 14                | 8/12/2002          | Cleveland Browns      | S 21–20            | 5–8                | Alltel Stadium     | 46,267             |                    |
| 15                | 15/12/2002         | at Cincinnati Bengals | V 29–15            | 6–8                | Paul Brown Stadium | 42,092             |                    |
| 16                | 22/12/2002         | Tennessee Titans      | S 28–10            | 6–9                | Alltel Stadium     | 51,033             |                    |
| 17                | 29/12/2002         | at Indianapolis Colts | S 20–13            | 6–10               | RCA Dome           | 56,755             |                    |